# 3762 Amaravella
3762 Amaravella è un asteroide della fascia principale. Scoperto nel 1976, presenta un'orbita caratterizzata da un semiasse maggiore pari a 2,2736942 UA e da un'eccentricità di 0,0783127, inclinata di 1,45540° rispetto all'eclittica.
L'asteroide porta il nome di un gruppo di artisti sovietici esponenti del cosmismo.